# (8679) Tingstäde
(8679) Tingstäde, désignation internationale (8679) Tingstade, est un astéroïde de la ceinture principale.

## Description
(8679) Tingstade est un astéroïde de la ceinture principale. Il fut découvert le 2 mars 1992 à La Silla par le programme UESAC. Il présente une orbite caractérisée par un demi-grand axe de 3,03 UA, une excentricité de 0,18 et une inclinaison de 0,8° par rapport à l'écliptique.

## Compléments